# Folienteich

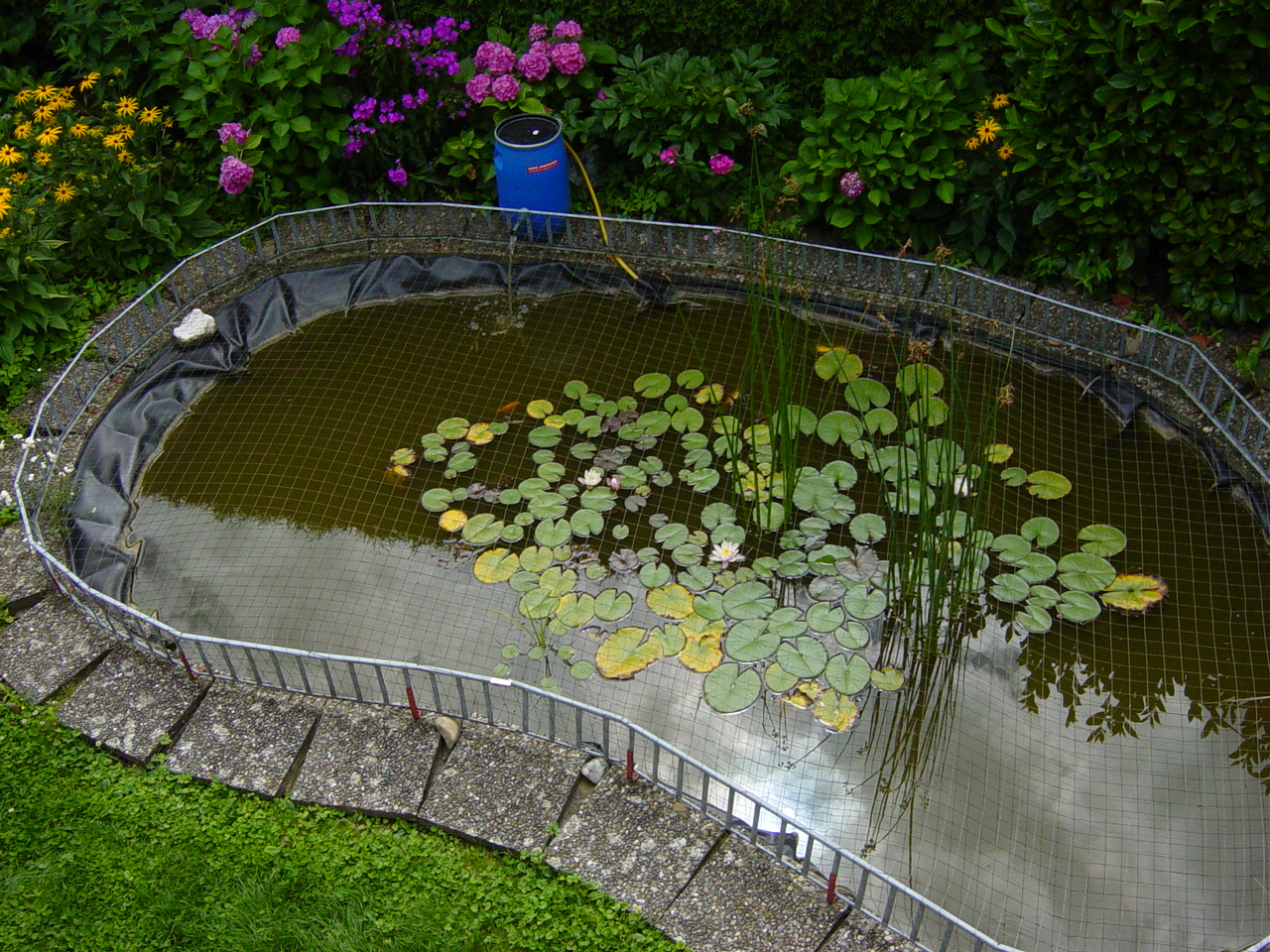
Ein Folienteich als Zierteich (Teichfolie links im Bild). Die Teichoberfläche ist mit Gitter abgedeckt, um Wasservögel abzuhalten oder Kleinkinder vor dem Ertrinken zu schützen (was wegen des Absperr-Gitterzauns naheliegender ist).

Ein Folienteich ist ein künstlich angelegtes Stillgewässer, dessen Abdichtung aus Folien (sogenannten Teichfolien) oder folienähnlichen Beschichtungsstoffen oft direkt auf der Baustelle aus verbundenen Einzelbahnen oder Reaktionskomponenten hergestellt wurde. Dieselben Werkstoffe oder Bauverfahren, die für Folienteiche verwendet werden, werden oft auch für Schwimmbecken und Pools, (Bewässerungs-)Wannen im Gartenbau oder zur Abdichtung von Flachdächern, Balkonen, Parkdecks und Deponien eingesetzt. Generell werden vorgefertigte flächige Dichtstoffe am Bausektor als Bahnen bezeichnet und der Begriff Folien für Verpackungsstoffe verwendet, allerdings hat sich für Abdichtungen von Teichen der Begriff Teichfolie eingebürgert. Gelegentlich werden Dachdichtungsbahnen als Teichfolien angeboten, diese enthalten zusätzlich Flammschutzmittel (Brandhemmer) und höhere Gehalte an UV-Stabilisatoren, welche für die Verwendung als (abgedeckte) Teichfolie nicht nötig sind oder in stehendem Wasser in Lösung gehen.
Folienteiche stehen im Gegensatz zu hartschaligen Fertigbecken und Teichabdichtungen mit Ton oder Lehm oder Becken aus Beton. Teichabdichtungen mit Ton oder Lehm stehen in der Gefahr undicht zu werden, wenn Pflanzenwurzeln durch die Abdichtungsschicht wachsen oder wenn Tiere das Ufer beschädigen; sie werden eher bei Naturteichen angewandt, bei denen Zufluss und Abfluss vorhanden sind. Beton ist aufgrund von Mikrorissen und Kapillarporen (siehe dazu wasserundurchlässiger Beton) nicht wasserdicht und muss mit Gussasphalt, Unterlagsfolien oder zugesetzten Dichtmitteln abgedichtet werden.

## Geschichte

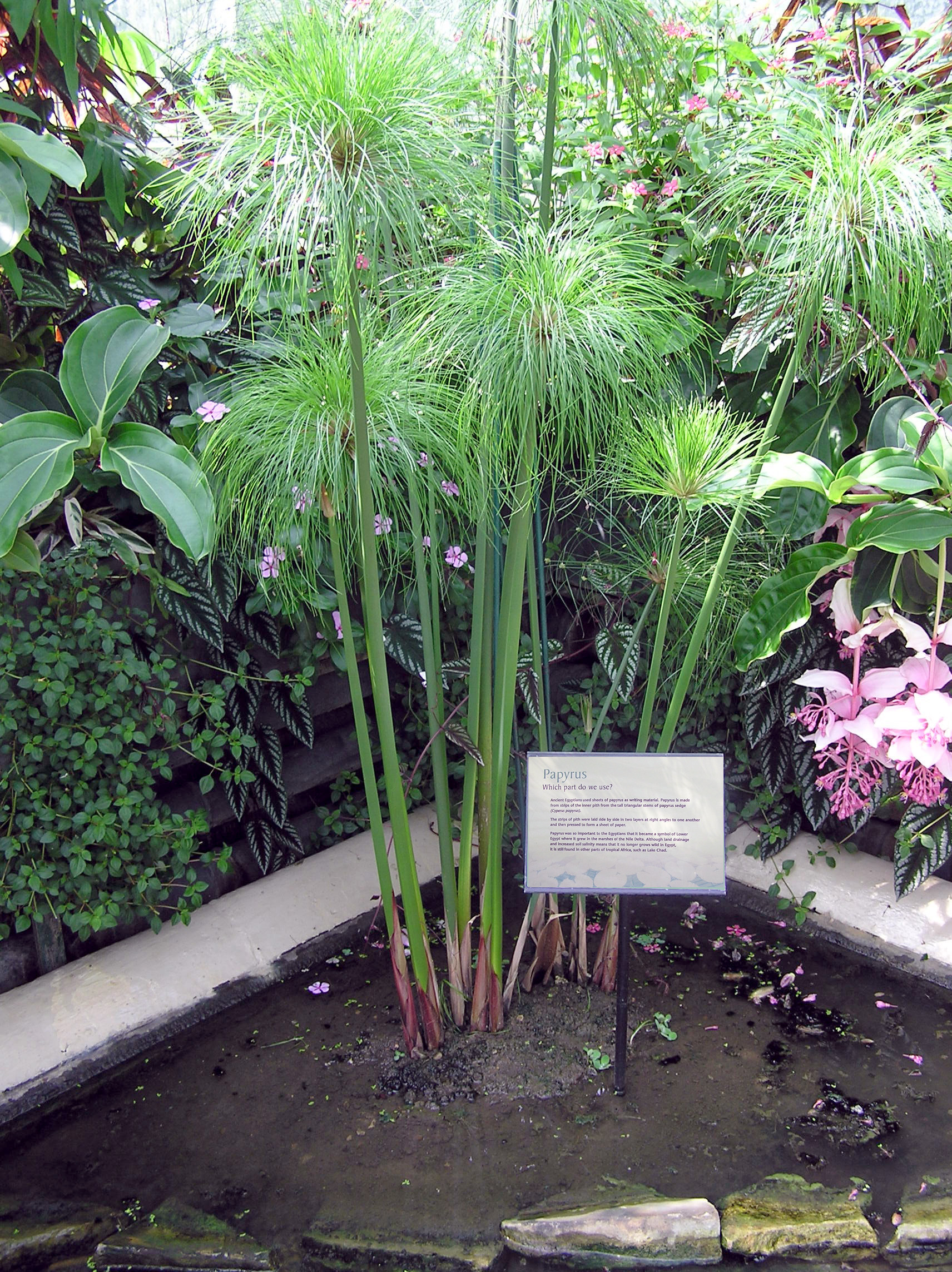
Mit Gussasphalt abgedichtetes älteres Betonbecken in den Royal Botanic Gardens (Kew), London

Wasserbassins wurden anfangs aus Steinen und Beton hergestellt, später mit Pech oder Gussasphalt abgedichtet, kleine Gartenteiche wurden aus glasfaserverstärkten Kunststoffen errichtet.
Mit der Entwicklung und Markteinführung von Schwimmteichen, ab etwa 1975, wurden vermehrt Folienteiche gebaut und die Fertigungsverfahren laufend verbessert. Technologie-Weiterentwicklungen bedingte auch das in den 1980er-Jahren gestiegene Umweltschutzbewusstsein und die damit verbundene vermehrte Abdichtung von Deponien samt Sickerwasser-Erfassung.

## Einsatzzwecke
Folienteiche finden Verwendung beispielsweise als
- Zierteich oder Wasserbassin in Gärten und Parks und in der Stadtgestaltung
- Schwimm- oder Badeteich
- Fischteich, Fischkalter oder Amphibienlaichgewässer
- Wassersammelbecken (beispielsweise als Löschwasserteich, Rückhaltebecken, Güllegrube, Klärteich, Pflanzenkläranlage, Aufstellbecken, stehender Hochbehälter)

## Verwendete Materialien

### Nötige Eigenschaften

#### UV-Stabilität
Die Folien sind der Sonneneinstrahlung ausgesetzt, deshalb müssen sie besonders stabil gegenüber der energiereichen Ultraviolettstrahlung sein. UV-Strahlen zerstören häufig Kunststoffe (es entstehen reaktionsfreudige Radikale, in der Folge werden Molekülketten der Polymere geknackt und zerbrochen). Im Fall von Polyvinylchlorid werden dabei Chloratome freigesetzt, die das Material verätzen und oxidieren würden. Als Gegenmaßnahme werden Kunststoffen UV-Stabilisatoren zugesetzt, die mit diesen Radikalen (Chloratomen) Verbindungen eingehen. Die UV-Strahlung erreicht die Folie auch unter Wasser, da Wasser für UV-Strahlung durchlässig ist.

#### Elastizität
Als Teichfolien werden solche Materialien bevorzugt, die zwecks besserer Verarbeitbarkeit und um sich infolge des Wasserdrucks dem Untergrund ohne Rissbildung anschmiegen zu können, ausreichend elastisch sind. Meist wird entsprechend dem Untergrund die Folienart gewählt. Folienteiche, mit einer Anmutung wie ein Swimming Pool (so gebaut oder als Reparatur eines älteren Pools) können auch mit härteren Folien und Kunststoffteilen als Abdichtung ausgekleidet werden. Für unregelmäßige Formen werden weiche Folien oder aufgespritzter Kunststoff eingesetzt.

#### (Weiter-)Reißfestigkeit
Bei Lochbildung (aufgrund von Beschädigungen oder inhomogener Zusammensetzung, die meist bei Verwendung von Regenerat-Kunststoffen auftritt) soll ein Loch nicht weiterreißen und den Schaden nicht vergrößern.

#### Kältefestigkeit
Bei tieferen Temperaturen soll eine Teichfolie nicht spröde werden, was zu Bruch und Leckagen führen könnte. Gealterte wegen Verlust von Weichmachern (siehe unten) spröde gewordene Folien lassen sich nicht mehr schweißen, dann ist ein Totalaustausch erforderlich. Derartige Brüche treten meist bei den schwer vermeidbaren Falten und Biegebelastung dieser (durch Druckbelastung oder Eisdruck) auf, speziell wenn manche Werkstoffe zu lange dem Sonnenlicht ausgesetzt waren.

#### Rutschfestigkeit
Aufwachsende Biofilme machen die meisten Folien rutschig, die gummiähnlichen EPDM-Folien etwas weniger. Bei Stiegen und Stufen werden daher oft extra Noppen-Gummimatten verlegt und das Betreten / Verlassen von Badeteichen mit Handläufen sicherer gemacht.
Durch Biomineralisation werden mit der Zeit mineralische Biominerale aus dem Wasser ausgeschieden. So fällen beispielsweise Armleuchteralgen oder zur Photosynthese fähige Cyanobakterien („Blaualgen“) Calciumcarbonat aus, letztere bilden in Mikrobenmatten mattenförmige Stromatolithen. Die Mikroorganismen in den Biofilmen sind dann an der Basis inaktiv und sterben ab und wachsen an der Filmoberfläche weiter. Kieselalgen (Diatomeen) fällen Kieselsäure aus dem Wasser aus und bilden daraus bei Normaltemperatur und Normaldruck wasserhaltiges amorphes Siliziumdioxid. Vermeintliche „Kalkablagerungen“ auf den Folien bestehen daher meist aus homogenen Gemischen von Calciumcarbonat, Mischcarbonaten, Apatit, Siliziumdioxid und Silikaten und sind deswegen auch mit Säuren nur schwer lösbar.

#### Materialstärke
Die Folien werden in verschiedenen Dicken hergestellt, häufig werden sie in einer Stärke von etwa 1 mm verwendet. Die Folien sollen dem mit der Tiefe zunehmenden Wasserdruck widerstehen. Als Richtwerte werden publiziert:
- Dicke 0,5 – 0,8 mm für Teiche mit einer Tiefe bis zu 80 cm.
- Dicke 1,0 mm für Teiche mit einer Tiefe bis zu 120 cm.
- Dicke von 1,0 – 1,5 mm für Teiche mit einer Tiefe über 150 cm.
- Dicke von 1,5 – 2 mm für Schwimmteiche.

### Verwendete Grundstoffe

#### Polyvinylchlorid(PVC)
Für Folienteiche werden Folien aus Weich-PVC verwendet
PVC-Folie ist eine sehr preisgünstige Folie, denn der Rohstoff Chlor ist ein „Zwangsnebenprodukt“ bei der Herstellung der häufigst gebrauchten Natronlauge. Unter anderem der günstige Preis führte zum Boom von PVC-Produkten wie etwa Bodenbelägen, Garten- und Campingmöbeln, Rohren, Fensterrahmen oder eben PVC-Folien.

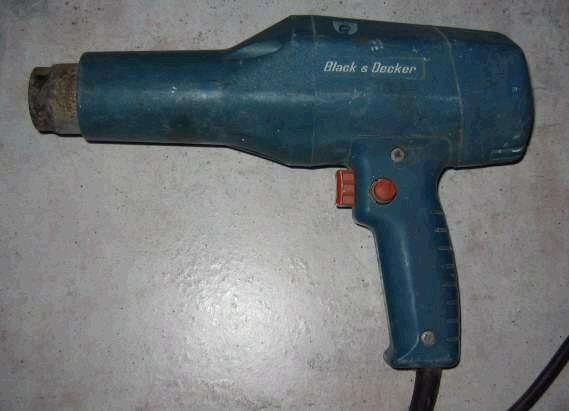
Teichfolien werden meist mit einem Heißluftgebläse zusammengefügt.

Ein weiterer Vorteil beim Bau von Folienteichen ist die leichte Schweißbarkeit von (neuen) PVC-Folien, das Verbinden von einzelnen Bahnen können auch Laien und ungelernte Hilfsarbeiter schnell erlernen. Dass dabei gesundheitlich gefährliche Chlordämpfe oder Dioxine, Benzol, Naphthalin, Phosgen, Toluol oder Xylol und Phthalate entweichen wird (bei Arbeiten im Freien) häufig ignoriert. Bei einer Studie bezüglich Chlorwasserstoff- und Phthalatexposition beim Warmgasschweißen von PVC-Folien auf 72 Baustellen im Freien wurde keine Arbeitsplatzgrenzwert-Überschreitung festgestellt, bei solchen Arbeiten in geschlossenen Räumen (bei anderen Untersuchungen) schon.
Beim häufigst verwendeten Warmgasschweißen werden die Bahnen ausgelegt, 2–5 cm überlappt und mit einem Handschweißgerät (Heißluftgebläse) und einer
Andruckrolle homogen miteinander verbunden.
Der häufige Einsatz und die gute Färbbarkeit führten zu einem breiten Verkaufsspektrum an Stärken und Farben. Sie stehen üblicherweise in der Stärke zwischen einem halben und zwei Millimetern zur Verfügung, an Farben meist olivgrün, hellgrün, blau, grau, schwarz oder beige.
Die weiche flexible Folie schmiegt sich gut an den Untergrund und an unregelmäßige Formen an. Weil dabei Faltenbildung unvermeidlich ist, kann die Folie gestückelt und (beispielsweise bei Treppen) individuell angepasst werden (ansonsten wird eine Betontreppe auf einer Folie errichtet).
Die Haltbarkeit liegt bei etwa 10–15 Jahren (in Pools mit Chlorwasser auch weniger). Wegen zugesetzter Additive ist die Folie frostbeständig, gealterte Folie kann jedoch (besonders bei Falten unter der Biegebelastung) brechen.
PVC-Folie ist schwerer als Wasser (die Dichte schwankt je nach Weichmachergehalt zwischen 1,20 und 1,35 g/cm³.), in Wasser sinkt PVC-Folie ein. Generell kann jede Teichfolie eines (halb)entleerten Teiches aufschwimmen, wenn im Zuge eines Hochwassers ein erhöhter Grundwasserspiegel die dann leichte Folie nach oben drückt. Gärgase unter der Folie können auch Aufbeulungen im gefüllten Zustand verursachen, wenn der Teich auf einer ehemaligen Deponie errichtet wurde.
Besondere Nachteile von PVC sind die Entsorgungsproblematik (siehe dazu beispielsweise Polyvinylchlorid#Umweltaspekte, Entsorgung und Recycling), der hohe Gehalt an Additiven (siehe auch Polyvinylchlorid#Additive) und Weichmachern, möglich vorhandene Restmonomere (Vinylchlorid), Bisphenol A (als Stabilisator), sowie Regenerat-PVC (kann früher erlaubte aber mittlerweile verbotene Zusatzstoffe enthalten) und Schwermetallverbindungen (als UV-Stabilisator) und die Migration dieser aller Stoffe in die Umwelt. Siehe dazu auch Kunststoff#Umweltproblematiken.
Billige PVC-Folien enthalten oft Phthalate als Weichmacher (siehe auch Polyvinylchlorid#Weichmacher), neun davon stehen auf der Kandidatenliste der besonders besorgniserregenden Stoffe der ECHA (SVHC). Umweltschutzorganisationen kritisieren, dass Phthalate, vor allem DEHP als krebserregend, entwicklungstoxisch und reproduktionstoxisch identifiziert wurden. Wirkungen (bei Versuchstieren) wurden vor allem bei den männlichen Nachkommen beobachtet und äußerten sich unter anderem in verminderter Fruchtbarkeit und Missbildungen der Genitalien. Die Übertragung der Erkenntnisse auf Menschen ist deswegen schwierig, weil zwischen einer relevanten Phthalatexposition (Aufnahme während der Schwangerschaft) und möglicher Effekte (z. B. Unfruchtbarkeit des Nachwuchses) oft Jahrzehnte auseinanderliegen können. Auch das Österreichische Umweltbundesamt und das Deutsche Umweltbundesamt warnen vor diesen Weichmachern in Folien.
Die nicht chemisch gebundenen Weichmacher, die „bis zu über 50 % der Gesamtmasse“ ausmachen können, können aus einer Folie herausgelöst werden, was auch die Versprödung der Folien nach etwa 10 Jahren bewirkt. Gebrochene PVC-Folie bei alten Folienteichen und Schwimmbecken ist ein Indikator, dass ursprünglich enthaltene Weichmacher durch Elution (Auswaschung), Migration (Weiterwanderung in andere Kunststoffe, Feststoffe oder Mikroorganismen) oder Verdampfung in die Umwelt gelangt sind. Weichmacher und Additive können auch vom PVC in die Kunststoffe der Unterlagsvliese migrieren.
Ein phthalatfreier Weichmacher ist beispielsweise PETV (pentaerythritol tetravalerate), sonstige Alternativen siehe.
Stabilisatoren werden dem Roh-PVC zugesetzt, um die Thermostabilität während der Verarbeitung zu erhöhen und die Witterungs- und Alterungsbeständigkeit zu verbessern. Dazu werden Verbindungen, beispielsweise Stearate oder Carboxylate auf Basis von Schwermetallen wie Blei, Cadmium, Zinn, Barium/Zink, Calcium/Zink und Calcium/Aluminium/Zink wie Cadmiumstearat oder Bleistearat, eingesetzt. (die Metalle fangen im Aufschmelzprozess als „Säurefänger“ freiwerdendes Chlor ab und bilden Metallchloride). Cadmiumverbindungen als Stabilisator wurden 2001 von der EU verboten, bis 2015 sollen (laut einer Quelle aus 2010) auch Blei-Stabilisatoren ersetzt sein (freiwilliges Minderungsziel). Derartige metallhaltige Thermostabilisatoren können durch Hydrotalcit (ein Magnesium-Aluminium-Hydroxycarbonat) ersetzt werden.
Daneben kann Weich-PVC noch Antioxidantien, Wärmestabilisatoren (unterstützen die Formgebung) wie beispielsweise Organozinnstabilisatoren und Flammschutzmittel (beispielsweise Antimontrioxid) als Zusatzstoffe enthalten. Phthalate, Bisphenol und die in PVC enthaltenen Organozinnverbindungen gelten als endokrin (hormonell) wirksam, derartige Substanzen beeinflussen die Fortpflanzungs- und Überlebensrate von Amphibien und sogar das Rufverhalten von Fröschen „und zwar so spezifisch, dass alle Substanzen nach ihren Wirkmechanismen klassifiziert und in umweltrelevanten Konzentrationen nachgewiesen werden konnten.“.
Die meist verwendeten Additive (Phthalate, Bisphenol A, Organozinnverbindungen etc.) sind nur gering wasserlöslich, doch es entstehen entsprechend der jeweiligen Löslichkeit geringe Konzentrationen im Wasser. Aus dem Wasser werden sie wieder zum Teil herausextrahiert, indem sie bei Kontakt mit biogenen Feststoffe an diesen adsorbiert und dann gemeinsam mit Teichschlamm entsorgt werden. Abgesaugter Bodenschlamm wird üblicherweise der Flächenkompostierung als Mulch zugeführt. Der Kompost kann dann höhere Gehalte an Weichmachern und sonstige Additive (Bisphenol A, Tributylzinn) enthalten als das Wasser. Werden die Additive aus dem Wasser herausextrahiert, so kann das Wasser als Lösungs- und Extraktionsmittel wieder Additive aufnehmen und weiterhin aus der Folie herauslösen. Dadurch stellt sich ein (physikalisches) Gleichgewicht ein.

#### Synthetischer Kautschuk(EPDM)
Von den diversen Synthesekautschuken wird Ethylen-Propylen-Dien-Kautschuk (EPDM) (siehe dazu auch EPDM-Dichtungsbahnen) zu Teichfolien verarbeitet.
EPDM-Folien werden häufig im ganzen Stück vorkonfektioniert hergestellt und als Riesenrolle auf die Baustelle geliefert und wieder ausgerollt. Die Folie kann auch bei Minustemperaturen bis −40 °C eingebaut werden (andere Materialien sind da steifer oder brechen leichter oder das Schweißen bei Minusgraden ist fehleranfälliger), was die Teicherrichtung auch in kühleren Jahreszeiten möglich macht.
EPDM-Folien werden hauptsächlich durch Vulkanisation aneinandergefügt. Dazu wird die Oberfläche zuerst mit einem Primer entfettet und aufgeraut und 2 Folien werden meist mit einem zwischengelegten Fügeband (das die nötigen Chemikalien flächig gleichmäßig aufgetragen hat) verbunden.
EPDM-Folien enthalten keine Weichmacher, aber als Zusatzstoffe Antioxidantien und UV-Absorber.
Die beiden Füllstoffe Ruß oder Kreide bedingen die wenigen Folienfarben: schwarz oder anthrazit, hellgrau und weiß. EPDM wird üblicherweise in jeder RAL-Farbe eingefärbt (was bei EPDM-Fallschutzplatten und -Granulaten angewandt wird). So eingefärbte EPDM-Folien sind im Handel nicht erhältlich, werden aber von Folienherstellern bei Abnahme einer Mindestmenge konfektioniert.

#### ModifiziertesPolyolefin(FPO)
FPO, auch TPO-Folie genannt (thermoplastisches Polyolefin) ist eine zusammenfassende Bezeichnung für Folien aus Polyethylen, Polypropylen und deren Copolymere.
Zusatzstoffe für Polyethylen und Polypropylen auch Antioxidantien, beispielsweise Phosphite, Phosphonite oder Thioether.
FPO-Folien sind eher „steif“ und kaum dehnbar. Dadurch entstehen keine Falten (Vorteil), runde Formen sind nur durch Verbinden von Einzelsegmenten auf der Baustelle erreichbar (Nachteil). FPO-Folien werden daher eher für Pools mit geraden planen Wänden verwendet.

##### Polyethylen
Je nach Vernetzungsgrad der Polymere und Härtegrad werden unterschieden:
- Polyethylen niederer Dichte (PE(LD) LD = low density); Folien; manchmal copolymerisiert mit Ethylen-Vinylacetat (EVA)
- Polyethylen hoher Dichte (PE(HD) HD = high density); verschweißbare Platten[5][31]

##### FPP-Folie (Polypropylen)
FPP steht für (englisch) „flexible poly propylen“, also flexibles Polypropylen.
Mitunter wird FFP-Folie als „FPO-Folien aus Polypropylen“ verkauft. FPP-Folie hat eine hohe Festigkeit, lässt sich nicht verkleben, sondern nur verschweißen.

##### Ethylen-Copolymer(isat)-Bitumen(ECB)
Meist mit mittig eingelagertem Glasvlies.

### Doppelschichtige Folien
Zwecks Kombination von Eigenschaften werden thermoplastische Materialien heiß zusammengefügt, beispielsweise PVC+PVC (auch bei Folien aus Regeneraten), PVC mit eingeschmolzenem mitkalandriertem Geotextilvlies, EPDM+PVC („4EverFlex“).

### Beschichtungen
Beschichtungen werden mit Werkstoffen aus sogenannten Flüssigkunststoffen oder Reaktionsharzen hergestellt. Diese werden auf der Baustelle aus Harzkomponente und Härter (siehe dazu auch Vernetzung) in der Beschichtungslanze gemischt und aufgespritzt oder mithilfe von Walzen (ähnlich wie Farbe) aufgetragen. Dabei müssen Schutzkleidung und eine Atemschutzmaske getragen werden.

#### Polyurea
Polyurea oder Polyharnstoff ist ein Kunststoff, der aus einer chemischen Reaktion zwischen einer Isocyanat-Verbindung und einem Polyamin-Reaktionsharz (ähnlich wie bei einem Zweikomponentenkleber) entsteht und sekundenschnell (!) zu einer Schicht erhärtet. Zur Verbesserung der Wasserdichtheit wird der etwa 3 mm starke Belag in einem zweiten Beschichtungsvorgang mit einem Coating versehen. Weil Untergründe mit einem Primer als Haftvermittler vorbehandelt werden, sind insgesamt mindestens 3 Sprühvorgänge notwendig.

#### faserverstärkte Kunststoffe
Dabei werden glasfaserverstärkte Kunststoffe und faserverstärkte Kunststoffe auf Basis von Epoxidharz, Polyesterharz oder Acrylharz verwendet.
Gravierender Nachteil von diesen Harzen ist, dass sie Wasser durch Osmose aufnehmen und schlecht hydrolysebeständig sind. Fachsprachlich wird so ein Schaden als „der Teich hat 'Osmose'“ bezeichnet. Eine Wasserdichtheit kann nur mittels einer Deckschicht (Topcoat) erreicht werden kann. Versprödet diese nach einigen Jahren so kriecht Wasser darunter und hebt die Deckschicht flächig ab, die Glasfasergewebe und die Harze können vernässen, was aber vorher auch durch Bodenfeuchtigkeit passieren kann. Solche schadhaften Teiche können durch Polyurea wieder abgedichtet werden.

#### Gussasphalt undDichtschlämme
Beide werden zur nachträglichen Abdichtung von Betonbecken (Wassersammelbecken, Zisternen etc.) und Wasserbassins in Gartenanlagen (Zierbecken) verwendet.

### Bentonit-Folien (Folien oderVliesstoffe)
Bentonitfolien oder -vliese haben meist einen dreischichtigen Aufbau. Auf eine Grundschicht aus einem Geotextil wird Natriumbentonit- oder Calciumbentonit-Pulver oder - Granulat als quellfähiges Dichtungsmittel aufgetragen. Darüber kommt eine Deckschicht (Folie oder Vlies), alle drei Schichten werden miteinander „vernadelt“ (vernäht).
Bei Wasserzutritt quillt der eingebettete Bentonit auf und verstopft (mithilfe des Wasserdrucks darüber) die Poren des Geotextils oder jene Wassergänge, die sich aufgrund eines (unerwünschten) Wasserablaufs gebildet haben. Dazu ist eventuell darunter eine ausreichend starke verdichtete feinkörnige Bodenschicht notwendig.
Werden Bentonitfolienbahnen überlappend eingebaut, so werden die Bahnen nicht verschweißt, sondern die (etwa 0,5 m breiten) Überlappungsstreifen werden mit einer Bentonitschicht bestreut.
Die einfache und kostengünstige Verlegeweise hat dazu geführt, dass Bentonitfolien vermehrt zur Deponie- oder generell zur Bodenabdichtung auf Großbaustellen Verwendung finden.

### Vergleich
| Eigenschaft                         | PVC                                                                                       | EPDM                                                                                              | PE(HD)                                     | PE(LD)                                                                    | FPP                                    | Polyurea | Bentonit-Folie                                       |
| ----------------------------------- | ----------------------------------------------------------------------------------------- | ------------------------------------------------------------------------------------------------- | ------------------------------------------ | ------------------------------------------------------------------------- | -------------------------------------- | --- | ---------------------------------------------------- |
| herausragende Vorteile (Beispiele)  | weich, passt sich Unebenheiten an, mit Gewebeeinlage auch wurzelfest, mehrere Farben      | stark dehnbar (auch in der Kälte verarbeitbar), wurzelfest, weichmacherfrei, lange Garantiezeiten | wurzelfest, weichmacherfrei, UV-stabil     | wurzelfest, weichmacherfrei, UV-stabil; Rollenbreite 6 m für große Teiche | wurzelfest, weichmacherfrei, UV-stabil | stark dehnbar, wurzelfest, für unregelmäßige Teichformen und Spritzbeton-Untergründe, UV-stabil, beliebige Farben | selbst-abdichtend                                    |
| herausragende Nachteile (Beispiele) | enthält Weichmacher, Entsorgungsproblem, oberhalb des Wasserspiegels Versprödung im Licht | nur schwarz erhältlich (Füllstoff ist Ruß) selten grau oder weiß                                  | Plattenware (6 mm), nur schwarz erhältlich | härtere Folie                                                             | härtere Folie                          | teurer | Abdichtung abhängig vom Untergrund und der Belastung |
| Fügetechnik                         | Warmgas schweißen                                                                         | Vulkanisation, Verklebung, Transferbänder                                                         | Warmgas- schweißen                         | Warmgas- schweißen                                                        | Warmgas- schweißen                     | aufsprühen Reparatur: 2K-Lack                                                                                     | überlappen                                           |

### Verarbeitung
Werden Folien auf der Baustelle zusammengefügt (siehe dazu Fügen von Kunststoffen), können leichter Undichtigkeiten bei den Verbindungsstellen (umgangssprachlich „Nahtstellen“, obwohl nichts genäht wird) auftreten. Üblicherweise werden die Folienbahnen überlappt und an der Überlappung durch Warmgasschweißen oder Verkleben zusammengefügt. Die Verbindung hält oder dichtet umso besser, je stärker die (durch Wärme, Klebstoff oder Anlösen vor einer Vulkanisation) aktivierten Fasermolekülketten aneinandergepresst werden, nicht nur im angeschmolzenen Zustand, sondern auch während der Abkühlung.
PVC-Folien lassen sich verkleben oder (mittels Heizkeilverfahren, Heißluft (Warmgasschweißen) oder Kalt-/Quellschweißmittel THF) verschweißen. Kautschuk-Folien werden vulkanisiert, geschweißt (typenabhängig) oder mit speziellem Primer und Klebstoff oder Nahtklebeband mit Nahtversiegelung oder Schmelzkleber verklebt, PE-Folien werden ebenfalls geschweißt.
Durch Zuschnitt und Verbindung der Folien auf der Baustelle können Falten im Material verhindert werden, diese Herstellungsweise benötigt mehr Arbeitszeit. Werden Folien maschinell vorkonfektioniert und im Ganzen auf die Baustelle geliefert und ausgerollt, lassen sich Falten nicht vermeiden. Falten treten dann besonders in Ecken, bei Stiegen oder einzelnen Tiefstellen auf. Treppen oder sonstige Einbauten wie Inseln oder Holzeinfassungen werden deshalb häufig auf die Folie gesetzt, um Faltenbildung oder aufwendigen Zuschnitt zu vermeiden.
Großteiche und -becken werden vermehrt mit überlappten Bentonitfolien errichtet oder andere Folien werden vor Ort aus (breiteren) Folienbahnen zusammengefügt.
Zum Schutz der Folien vor Beschädigungen bei der Reinigung von Gartenteichen werden spezielle Teichrechen eingesetzt, die durch Kugeln an den Spitzen der Zinken die Folien nicht zerreißen.

### Folienfarbe
Die Farbe der Folie (…oder der Beschichtung) wirkt sich auf das Erscheinungsbild des Teichs und die Wassererwärmung aus. Schwebalgen verleihen dem Teichwasser eine lichtgrüne Farbe, anhaftende Biofilme ergeben auch eine Farbänderung ins Grüne, abgesetzter Mulm Schattierungen ins Graubraune. Helle Farben (helles Ocker, helles Grün) vermitteln die Farbe von klarem Meer- oder Seewasser in Uferbereichen, helles Blau erinnert an Swimmingpools. Auf hellen Untergründen sind untergegangene Blätter und abgesetzter Schlamm gut zu erkennen, was ein Vorteil sein kann (man kann Verunreinigungen, die man entfernen will, besser erkennen) oder ein Nachteil sein kann (wenn Stress entsteht, diese entfernen zu müssen). Untergegangene Blätter und Mulm können abgekeschert oder mithilfe eines Schlammsaugers, einer Impellerpumpe oder eines Teichroboters / Serviceroboters oder einem kontinuierlichen Absaugsystem entfernt werden. Durch schwarze Folie erwärmt sich das Wasser schneller, was die Badesaison verlängern kann, aber auch Algen besser gedeihen lässt. Durch eingebrachten Kalkmörtel, Rundschotter oder darauf verlegte Betonplatten oder Holz kann die Farbe des Bodens verändert werden.

## Aufbau

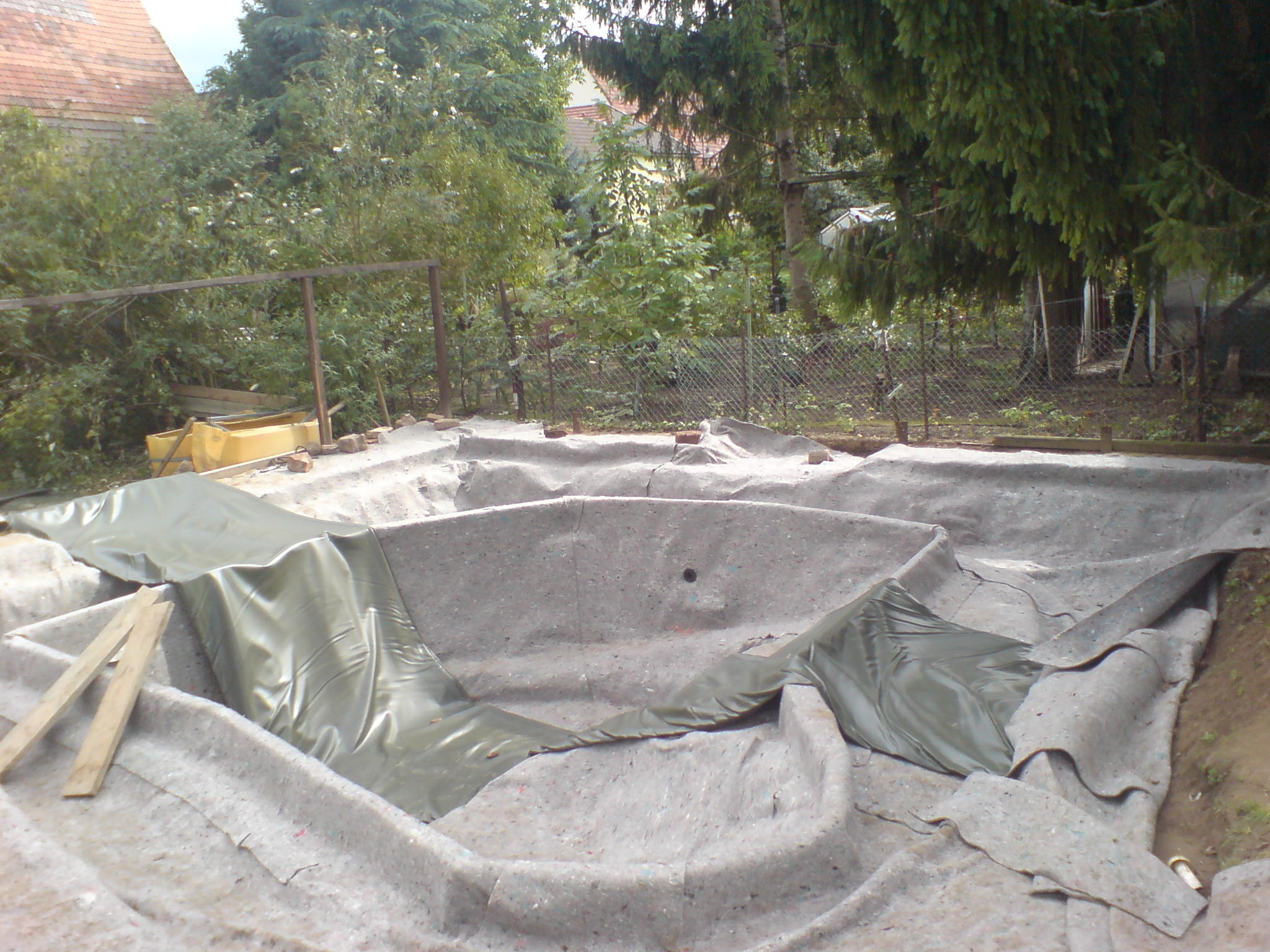
Die Teichfolie wird ausgerichtet, daruntergelegtes Geotextilvlies ist gut zu erkennen.

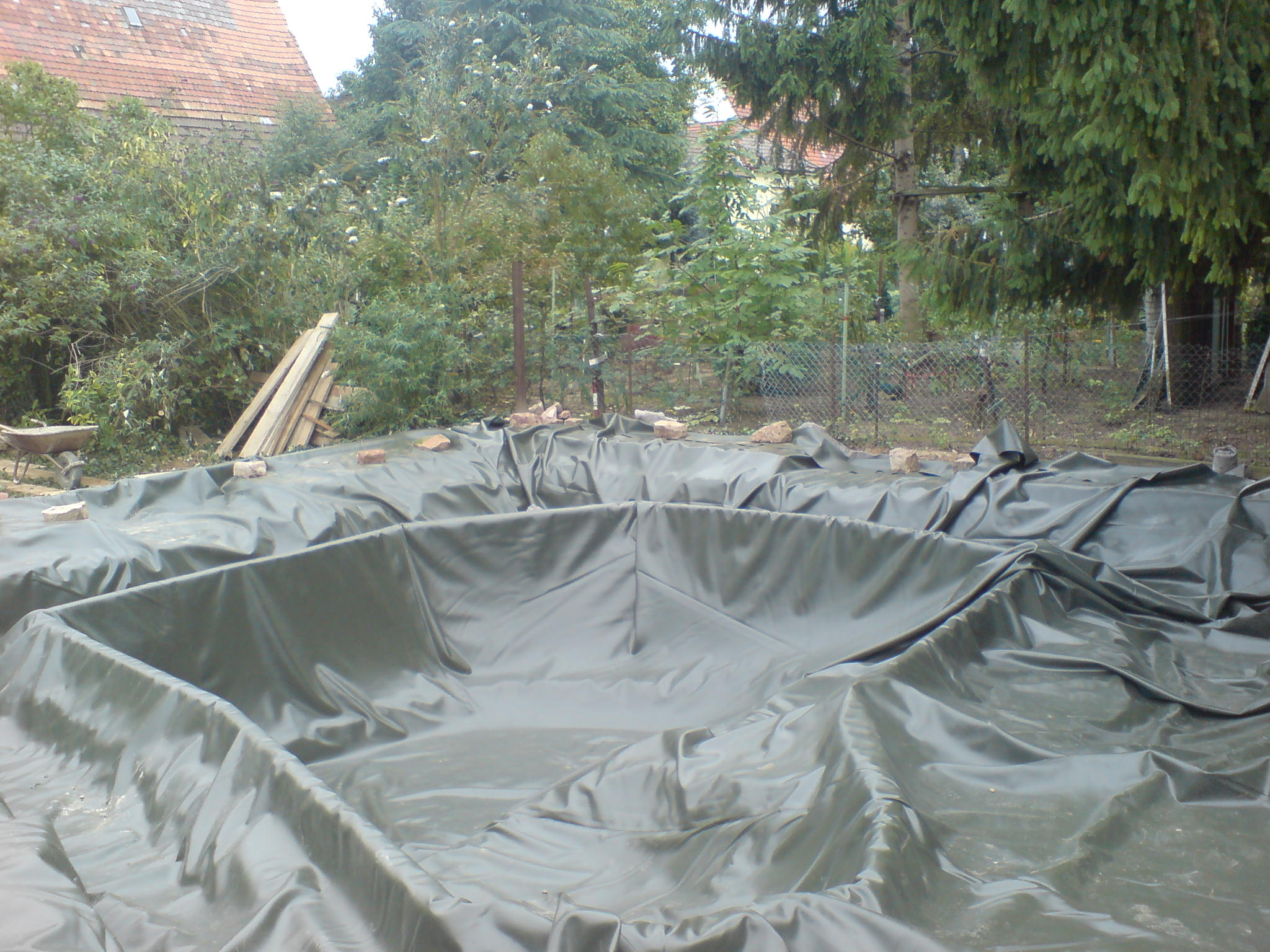
Die Teichfolie ist verlegt.

### Schichtaufbau
Bei Folienteichen werden üblicherweise mehrere Schichten verlegt, beispielsweise (von unten beginnend):
- Bei Schotterböden eine Schicht Sand, um Unebenheiten auszugleichen, der Sand muss nicht verdichtet werden, das erledigt der Wasserdruck (deshalb werden Folienränder erst fixiert, wenn Wasser eingelassen wurde),
- eine dünne Sicherungsfolie, diese soll die Baugrube in der Bauphase nach dem Ausbaggern gegen Erosion schützen und später Bodenmikroben oder aggressive Pflanzenwurzeln von der Teichfolie abhalten. Spezielle Wurzelschutzfolien oder Rhizomsperren enthalten eine dünne Lage Kupfer, welches das Spitzenwachstum von Pflanzenwurzeln hemmt.
- ein Schutzvlies, meist aus Polypropylen-[31] oder Polyesterfasern, es dient als Wurzelschutz und Schutz vor spitzen Steinen im Unterbau, die die Abdichtungsfolie beschädigen könnten. Das Vlies verteilt auch den Druck der darüberliegenden Wassersäule auf eine breitere Fläche und kann Hohlkehlräume bei Steinen überbrücken.
- gelegentlich eine Bentonitfolie. Entsteht ein Loch in der Abdichtungsfolie, so wird der Bentonit nass, quillt auf und verstopft (mithilfe des Wasserdrucks der darüberliegenden Wassersäule) das integrierte Unterlagsvlies der Bentonitfolie oder den daruntergelegten Vliesstoff, es tritt sogenannte Selbstheilung auf.
- die eigentliche Abdichtungsfolie
- ein Überzug aus Kalkmörtel als mechanischer Schutz der Abdichtungsfolie oder ein Coating bei Flüssigkunststoff-Belägen zur Verbesserung der Wasserdichtheit und zur Einfärbung
- ein mageres (düngerarmes) Pflanzsubstrat in Bereichen, wo Pflanzen gesetzt werden
- aufgeschütteter Rundschotter, um die Folie und das Pflanzsubstrat abzudecken. Wegen der schlechten UV-Stabilität (siehe auch dort) mancher Folien (besonders PVC) wird oft empfohlen die gesamte Folienoberfläche abzudecken.

### Verlegen einer Großfolie
Werden Großfolien in einer Fabrikhalle konfektioniert und mit Schweißautomaten (fahrbare Geräte) zusammengefügt, so wird diese Großfolie in einem Stück geliefert. Dazu wird die Folie wie ein Faltfächer zusammengelegt und dann eingerollt. Das Folienstück je nach Größe mit Gewicht >150 kg muss auf der Baustelle exakt positioniert werden. Dann wird die Folie ausgerollt und der „Fächer“ mit Zug durch 4–5 starke Personen auf die endgültige Größe ausgeweitet. Durch „Wallen“ der Folie wird Luft unter die Folie gebracht, wodurch sich die Reibung am Boden vermindert und die Folie leichter weitergezogen werden kann. Mit genügend Zeit kann eine Großfolie auch nur von einer Person verlegt werden.

### Ufergestaltung

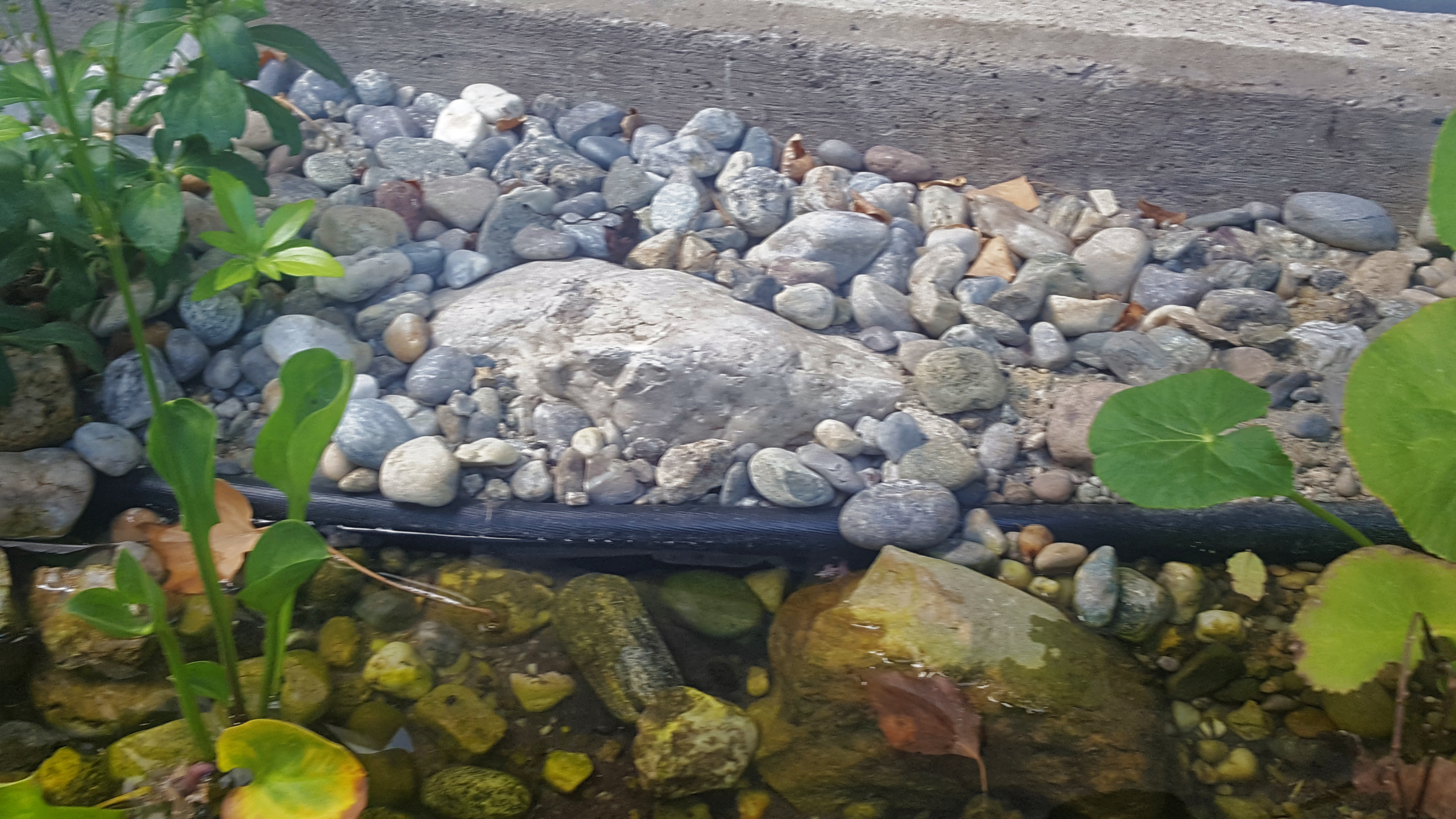
Hochgezogene Kapillarsperre am Teichrand

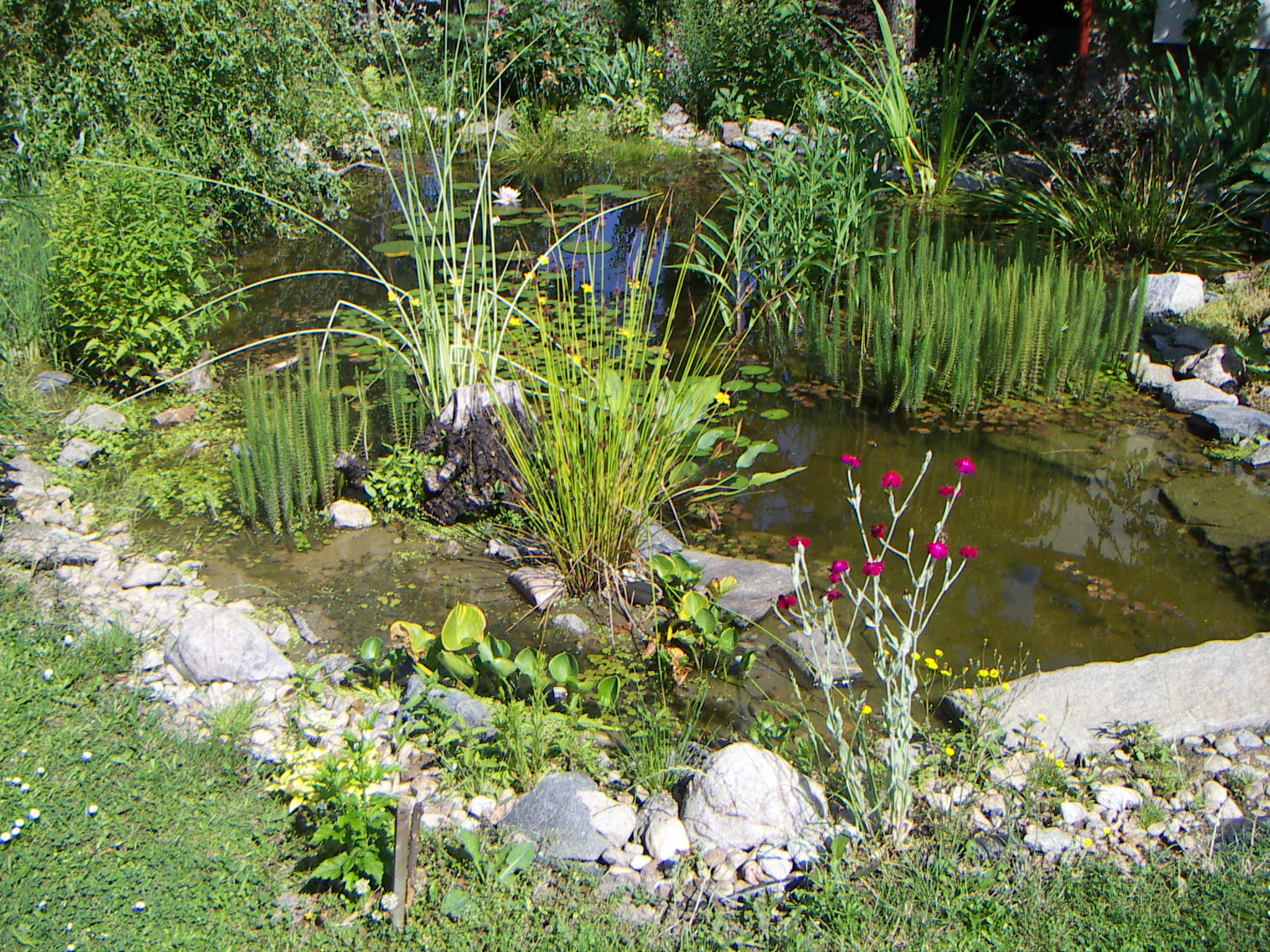
Perfekt versteckte Kapillarsperre (bei den 3 großen Steinen im Vordergrund erkennbar)

Am Ufer wird die Folie als Kapillarsperre hochgezogen, um zu verhindern, dass durch Kapillareffekte in Sand oder Erdreich Wasser aus dem Teich gesaugt wird. Die etwa 5 cm nach oben überstehende Folie wird mit Steinen, kapillarbrechendem Feinkies oder Betonmörtel abgedeckt oder durch Pflanzenbewuchs (wasserseitig und außerhalb des Teichs) oder einen Ufersteg getarnt. Mit dieser Maßnahme der hochgezogenen Teichfolie wird auch verhindert, dass bei Starkregenereignissen nährstoffreiches Oberflächenwasser in den Teich gespült wird und das Teichwasser aufdüngt.
Zur Einhaltung des einheitlichen Teichrandniveaus muss vor der Errichtung des Teiches das zukünftige Ufer nivelliert werden. Dazu werden entlang der Teichkonturen des künftigen Teiches Pflöcke (aus Holz oder Aluminium) eingeschlagen und auf diesen mithilfe eines (Laser)-Nivelliergeräts die Höhe des künftigen Wasserspiegels oder des Teichrandes oder Referenzmarken (beispielsweise 40 cm darüber) dauerhaft markiert. Die Höhenlage des Teichrandes (also wo die hochgezogene Abdichtungsfolie endet) wird oft mit einem sogenannten Uferband, einem Streifen aus stabilem biegsamen Kunststoff oder Aluminium, festgelegt. Das Uferband wird an den Pflöcken befestigt und am Uferband später die hochgezogene überlappte Abdichtungsfolie. Manche (professionellen) Teichbauer errichten nur das Uferband als erste Baumaßnahme oder verlegen anstelle eines Bandes ein (Drainage)-Rohr als Teichkontur in der exakten Höhe. Andere Teichbauer montieren das Uferband erst wenn der Teich fast voll gefüllt ist zugleich mit den Erdarbeiten der sonstigen Ufergestaltung. Die Abdichtungsfolie wird auf alle Fälle erst montiert und ein Überstand abgeschnitten, wenn der Teich fast völlig gefüllt ist, weil das Wassergewicht die Folie in die endgültige Lage zieht. Bei bindigen (Lehm)-Böden wird oft ein Drainagerohr außerhalb des Uferbandes eingegraben, damit bei Starkregen nährstoffhaltiges Oberflächenwasser sicher und schnell abgeführt wird und nicht in den Teich schwappt.
Oft wird wasserseitig eine bepflanzbare Uferschutzmatte (aus Polypropylengewebe, einer kurzgeschnittenen Kunstrasenmatte ähnelnd) angebracht. Diese dient hauptsächlich dazu, die Kerb-, Scher- und Schneidwirkung von aufschwimmenden dünnen Eisplatten im Winter von der Abdichtungsfolie fernzuhalten, als Untergrund für (angesäte) Pflanzen und um UV-Licht von PVC-Folie abzuhalten. Am Ufer angebrachte und annähernd vertikal ins Wasser hängende Taschenmatten ermöglichen das Einsetzen von Pflanzen mit Wurzelmasse am wasserseitigen Ufer und zur Tarnung von sichtbarer Folie. Verbundmatten (aus PVC) werden auf Abdichtungsfolien gelegt und dienen als krallfähiger Untergrund, wenn sämtliche Böden und Wände mit Mörtel ausgekleidet und geschützt werden sollen.
Anstelle der Uferschutzmatte werden gegen die Gefahren des Eises auch schottergefüllte Teichsäcke gestapelt (diese sind meistens aus UV-beständigem froststabilen Polypropylengewebe gefertigte Sandsäcke).

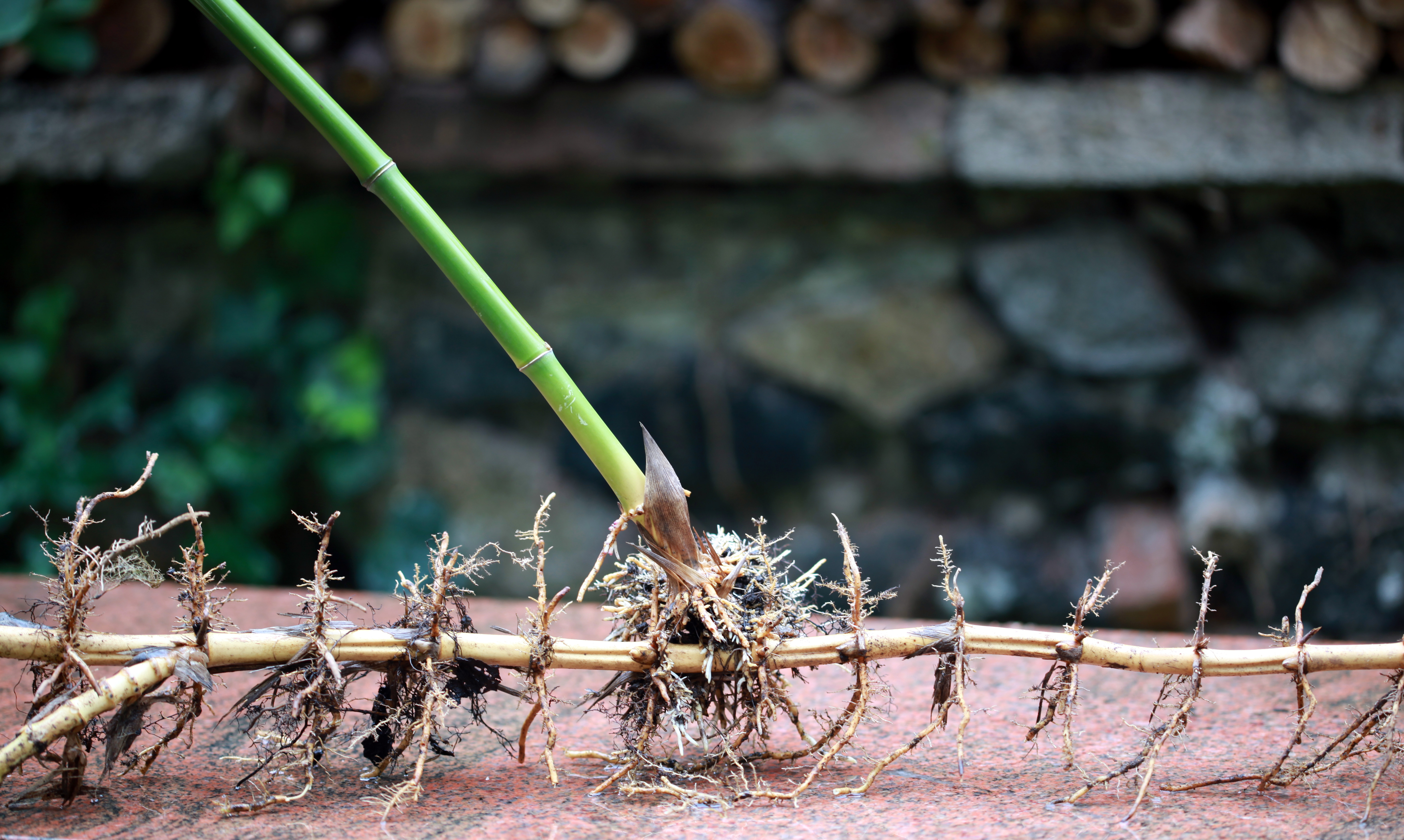
Das Rhizom (mit Halm) der Bambusart Phyllostachys reticulata

Am Ufer unter der Abdichtungsfolie werden mitunter „Bibergitter“(matten) verlegt oder faserbewehrter Beton aufgespritzt, um das Durchlöchern der Abdichtungsfolie durch Wühlmäuse, Maulwürfe, Mäuse, Bisamratten, Biber oder Pflanzenwurzeln zu verhindern. 2 mm starke PE-Folie eignet sich ebenfalls zur Abhaltung von Nagetieren, damit können auch die aggressiven und harten Triebspitzen von Bambus-Rhizomen ferngehalten werden.
Die Gestaltung des Teichufers und die Teichtiefe haben (wie bei jedem Teich) Auswirkungen, ob sich unabsichtlich hineingefallene Kinder oder Erwachsene aus eigener Kraft retten können. Steile Ufer können durch den Biofilm-Aufwuchs auf den Folien sehr rutschig werden und ein Hinaussteigen unmöglich machen. Aber auch hineingefallene Tiere (etwa Igel oder Mäuse) können ertrinken, wenn das Ufer zu steil gebaut wurde oder alles rundum mit hohen Quadersteinen eingefasst ist.

### Einbauten
Mitunter werden Wände oder rechteckige Betonbecken in der Baugrube aufgestellt um senkrechte Wände wie bei einem Swimmingpool zu erreichen oder bei Schwimmteichen rundum eine Regenerationszone zu schaffen. In den meisten Fällen wird dazu eine stabile Bodenplatte aus Beton gegossen. Wird so ein Becken unter der Folie vorgesehen, dann ist die Folie bei klarem Wasser an den senkrechten Wänden sichtbar, wird das Becken hingegen in die folienausgekleidete Grube gesetzt, kann die Folie überall abgedeckt werden und die Beckenwände können auch verputzt oder verfliest werden, der Boden kann mit Sand, Rollschotter, Betonplatten, Steinplatten oder Holzbrettern verkleidet werden oder das Becken wird aus massiven Holzbohlen errichtet. Ansonsten ist kein Beton unter der Folie notwendig, dem Eisdruck des sich ausdehnenden Eises im Winter steht der Eisdruck des gefrorenen Bodens als Widerlager gegenüber.
Für Holzeinbauten, die ständig im Wasser sind, wird meist frischgeschlägertes „grünes“ (ungetrocknetes) harzarmes Tannenholz verwendet, für Leitern mit Wechsel Wasser/Luft eher haltbare Laubhölzer wie Eichenholz oder Robinienholz (die bei flächigem Gebrauch aber Gerbstoffe und Huminstoffe ins Wasser abgeben würden, was eine leichte Braunfärbung des Wassers bewirken kann). Leitern und Geländer bei Stufen werden aber auch oft aus Edelstahl ausgeführt, obwohl rostendes Eisen (durch Bildung von Eisenphosphaten) helfen könnte, Phosphor aus dem Wasser abzuscheiden um das Algenwachstum einzuschränken (siehe dazu auch Phosphorelimination und Phosphatfalle).
Vielfach werden auch Unterwasserscheinwerfer eingebaut, wie bei Schwimmbecken auch mit Niederspannung (220/230 V) oder Kleinspannung. Teichfolien sind elektrische Isolierstoffe, es besteht daher beim Betrieb mit innerhalb des Folienteichs eingebauten Pumpen und Lampen in Niederspannung keine Erdung, bei schadhaften Kabeln kommt es daher bei einem Fehlerstrom-Schutzschalter zu keiner Fehlerstromerkennung. Erst ein Hineintauchen ins Wasser mit der Hand oder einem Kescher kann zu einem Stromabfluss und dann auch zum Tod des Betroffenen führen. Eine Erdung (die von einem Fachmann geprüft werden muss), über die ein Fehlerstrom abfließen könnte, kann über eine Edelstahl-Poolleiter hergestellt werden oder über einen extra Erdungsstab.
Dieselben „Schwimmbadauskleidungen“ (polyesterverstärkte Folien auf PVC- oder FPO-Basis) zur Erzielung einer Steindekor- oder Fliesendekor-Optik finden auch bei der Gestaltung von poolähnlichen Folienteichen anstelle von Steineinbauten oder Echtfliesen Verwendung.

### Pumpen und Rohrleitungen
Wenn Rohre zu extern situierten Pumpen und Filterstationen oder Beleuchtungskörper die Folie durchdringen wird eine exakte Abdichtung durch Silikon bei gleichzeitigem Anpressdruck hergestellt. Um Leckagen in Bodennähe zu vermeiden, werden solche Durchdringungen eher nahe der Wasseroberfläche gemacht, was spätere Reparaturen vereinfacht. Häufig wird auch anstelle von Durchdringungen das Ufer U-förmig durchbrochen und nötige Pumpen im angeschlossenen Graben, der dann dieselbe Teichabdichtung aufweist, situiert. Die Pumpen heben das Wasser meist in ein Becken mit höherem Wasserspiegel, von dem das Wasser in den Teich im Gefälle (und eventuell nach Passage von Wasserfiltern) zurückläuft.
Bei Zuleitungsrohren und -schläuchen und Leitungen von und zu Umwälz-Wasserpumpen hat ein möglichst großer Durchmesser der Leitungen Vorteile. Der Volumendurchfluss ist nämlich (aufgrund des Gesetzes von Hagen-Poiseuille) von der vierten Potenz des Radius abhängig. So würde beispielsweise eine Verringerung des Rohrdurchmessers auf die Hälfte den Strömungswiderstand auf das 16fache erhöhen oder eine Erweiterung des Rohrdurchmessers auf das Dreifache (eineinhalb Zoll statt Halbzoll) den Volumendurchfluss um das 81fache verbessern. Eine Vergrößerung des Rohrdurchmessers kann daher die Pumpleistung einer Pumpe erhöhen (mit dem Effekt größerer Pumphöhe oder mehr Durchfluss), wodurch schwächere Pumpen gewählt werden können, was die Energiekosten erheblich reduziert.

### Aquarienfenster
Werden Folienteiche zur Naturbeobachtung oder als Fischteiche genutzt, werden gelegentlich Fenster in die Wandung eingebaut. Dazu werden Betonmauern mit Fensteröffnungen vorgesehen, in die wasserdruckresistente Polycarbonatplatten entsprechender Dicke montiert werden. Die Abdichtung zur Teichfolie erfolgt mithilfe von DichtSilikon und Verschraubungen. Mittlerweile werden dafür Bausätze angeboten. Bei Aquarienfenstern kann Tageslicht durch Totalreflexion störende Spiegelungen hervorrufen.

## Ökologie
Durch das Fehlen einer Verbindung zum umgebenden Erdreich, das als Lebensraum und „Lieferant“ dienen könnte und wegen des meist fehlenden Zuflusses, ist die Anzahl und Varietät der Lebewesen im Wasser und in der Bodenzone (Benthos) eingeschränkt. Lebewesen oder Nährstoffe kommen praktisch nur durch einfliegende Wasservögel (im nassen Gefieder mitreisend oder aus deren Kot) oder durch Eintrag mit dem Wind oder durch eingetragene Biomasse (Falllaub, Pollen, Staub, Schmutz etc.) in das Biotop Folienteich. Nur Libellen, die stehende Gewässer bevorzugen, stellen sich bald von selbst ein, ihre räuberischen Larven dezimieren alsbald Mückenlarven aber auch Amphibienlaich.
Darum wird oft empfohlen, zu verschiedenen Jahreszeiten das Folienteichwasser mit Wasser aus Fließgewässern oder anderen Teichen, Bodenextrakten, gezüchteten (mehr oder minder effektiven) Mikroorganismen wie Nutzbakterien zu „impfen“. Damit soll schneller ein stabiles variantenreiches biologisches Gleichgewicht zwischen Phytoplankton (Algen) und Algen verzehrendem Zooplankton (beispielsweise Ruderfußkrebse, Bärtierchen, Rädertierchen, Kieselalgen, Fadenwürmer und Bakterienpopulationen) erreicht werden. So kann auch Amphibien- oder Wasserschneckenlaich ins Teichwasser gelangen (Wasserschnecken beispielsweise fressen Algen von Folien- oder Steinoberflächen).
Bei Folienteichen, die als Badegewässer genutzt werden, wird angestrebt, die gelösten Nährstoffe, die mit dem Füllwasser oder durch die Benutzer eingetragen wurden, aus dem Wasser zu entfernen, da sonst Algen das Wasser trüben und als Algenteppiche oder Algenblüte an der Oberfläche treiben. Dies erfolgt häufig durch Abkeschern der Algen, Entfernung eingetauchter Blätter und des Bodensatzes oder „Ernten“ von Sumpf- und Wasserpflanzen oder bei technisch aufwendigeren Varianten mithilfe von Wasserfiltern.
Ein im Herbst vor dem Laubfall über den Teich gespanntes Netz kann den Eintrag großer Massen von Falllaub vermeiden, die über den Winter ausgelaugt oder zersetzt werden könnten und so große Mengen löslicher Nährstoffe einbringen könnten. Verbleibt Falllaub am Teichgrund, so verlandet so ein Teich immer mehr, mit zugehörigen negativen Begleiterscheinungen (Fäulnisgase die vom Teichboden aufsteigen; das Wasser wird zur nährstoffreichen „Suppe“ mit übermäßigem Algenwachstum (Eutrophierung); „Umkippen“ durch Sauerstoffmangel; u. a. m.)
Gerstenstroh in Jutesäcken ins Teichwasser gehängt wird oft als Hausmittel zur Bekämpfung von Fadenalgen empfohlen, tatsächlich liefert es den wässrigen Extrakt löslicher organischer Stoffe, die für die anaerobe Denitrifizierung benötigt werden. Mit der Denitrifizierung werden Nitrate zu gasförmigem Stickstoff (der in die Atmosphäre ausperlt) reduziert und so aus dem Wasser entfernt. Damit wird Algen ein wichtiger Nährstoff entzogen. Ein ähnlicher Effekt wird durch eingeweichte Säcke mit (vorgewaschenem) Torf erreicht, dieser gibt Huminstoffe ans Wasser ab, senkt den pH-Wert (auf einen bestimmten Algen nicht zuträglichen Wert) und kann das Wasser braun färben (eine Braunfärbung kann auch durch Eintrag und längeres Verweilen von dürren Walnussbaum- oder Rosskastanienblättern im Wasser hervorgerufen werden). Torf für den Gartenbau kann mit gedüngten Erden (die mit der gleichen Maschine eingepackt werden) verunreinigt sein, Torf für den Aquarienbedarf ist sauberer.

## Fotogalerie

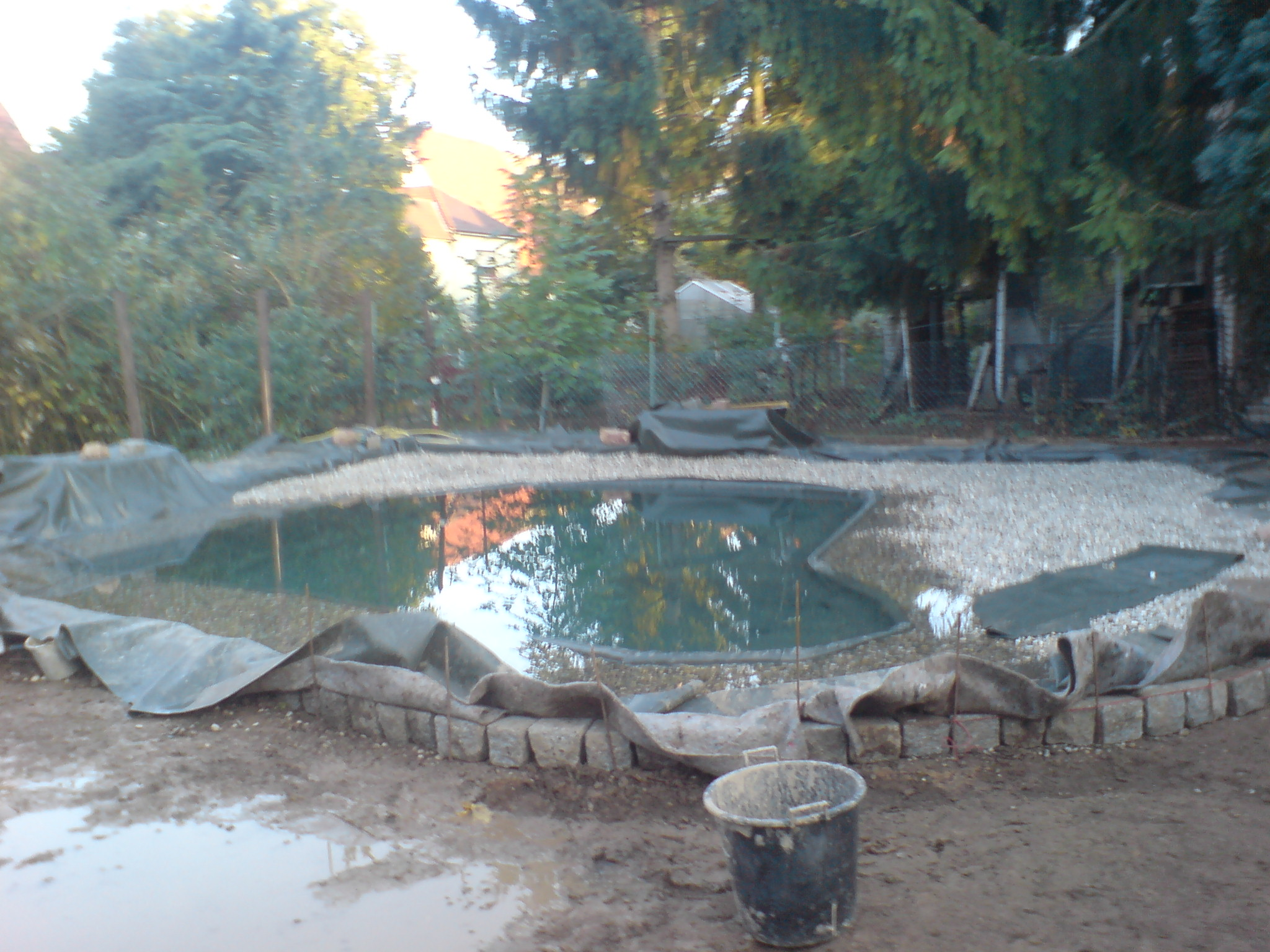
Teichfolie in einem sich selbstreinigenden Schwimmteich (ohne Pumpen)
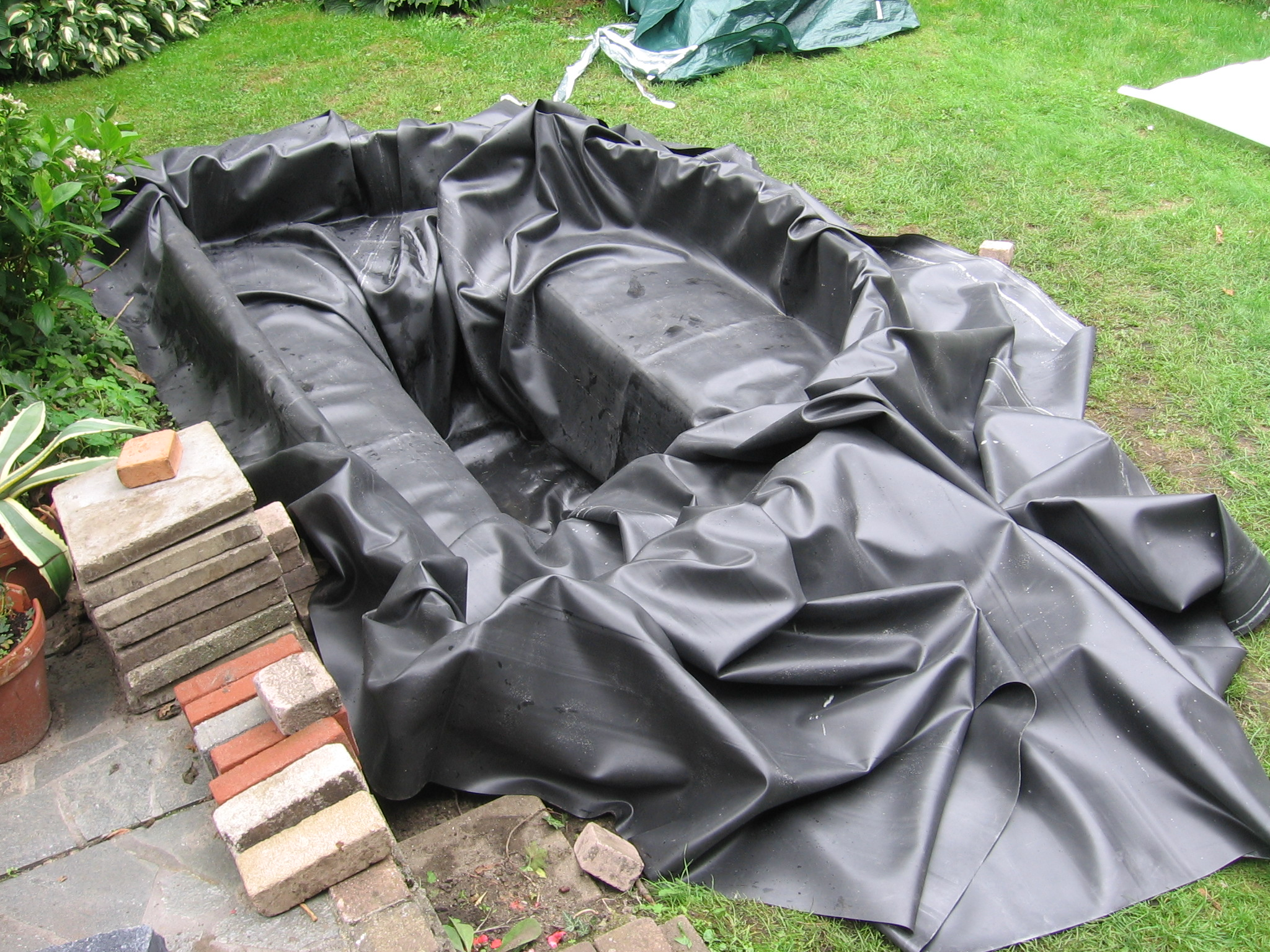
Ausgelegte Teichfolie
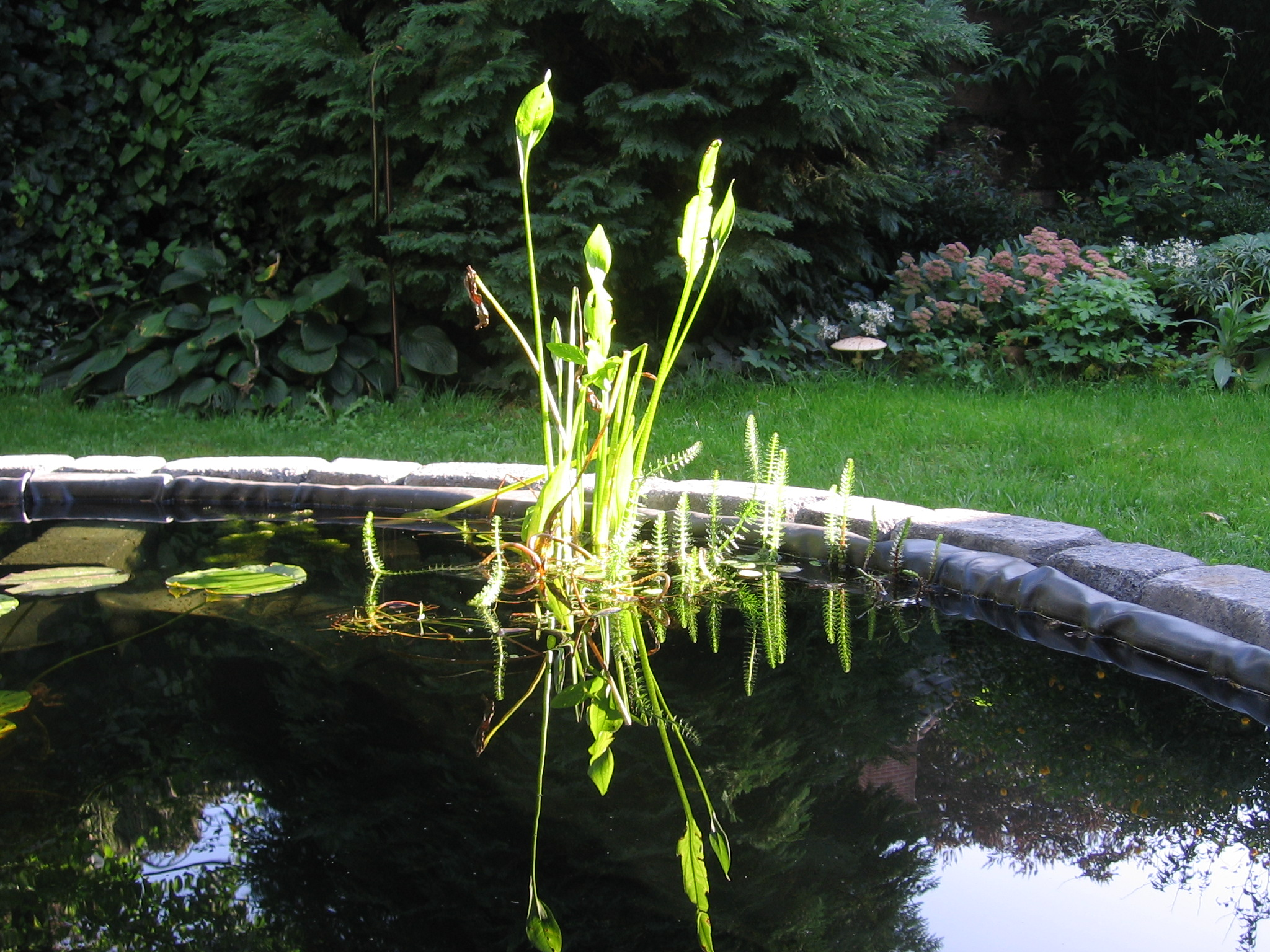
Teichfolie in einem kleinen Gartenteich. Üblicherweise wird vermieden, dass Folie sichtbar bleibt. Teichufer sollten so gestaltet sein, dass hineingefallene Tiere (Igel etc.) ihn gefahrlos verlassen können.